# Sem Dolegombai
Sem Dolegombai (ur. 18 maja 1990 w Jaunde) – kameruński siatkarz, gra na pozycji środkowego.
Debiutował w klubie MJC Garoua. Obecnie reprezentuje barwy ACH Volley Lublana.